# Cañada Real de Poco Aceite
La Cañada Real de Poco Aceite es una antigua via pecuaria ubicada en la provincia de Sevilla, Andalucía, España. Atraviesa los términos municipales de Sevilla y  La Rinconada. Su dirección es noreste-suroeste, tiene una longitud de 11 kilómetros en el término municipal de Sevilla y una anchura legal primitiva de noventa varas castellanas (75,22 metros), aunque disposiciones posteriores la han desminuido en algunos tramos a 37 metros. Una parte de su trazado ha sido asfaltada y transformada en avenidas para el tráfico de vehículos a motor.

## Trayecto
Entra en el término municipal de Sevilla procedente de La Rinconada, atraviesa el barrio de Valdezorras, donde da nombre a una de sus calles principales, posteriormente se desvia hacia la Autovía del Sur (A4 Madrid - Cádiz) que cruza en las proximidades del Parque Alcosa, entrando en el barrio de Sevilla Este por la Avenida Alcalde Luis Uruñuela, continuando su itinerario histórico por la actual avenida de Monte Sierra y la Ronda del Tamarguillo hasta llegar al antiguo Matadero de Sevilla, finalizando su trayecto al unirse a otra antigua vía pecuaria, la Colada del Vado de San Juan de los Teatinos.